# ChageLiveTour2014 〜equal〜
『ChageLiveTour2014 〜equal〜』（チャゲ・ライブ・ツアー 2014 イコール）は、Chageのライブ・ビデオ。2015年1月14日にDVDとBDで発売された。発売元はユニバーサル シグマ。

## 概要
仙台 Rensaを皮切りに2014年9月11日から10月22日にかけて行われたコンサートツアー『ChageLiveTour2014 〜equal〜』。そのコンサートツアーから10月8日の東京 EX THEATER ROPPONGI公演の模様を収録している。
本作には通常盤のほかに、プレミアムセットという完全受注生産限定盤が存在する。プレミアムセットはシリアルナンバー入り特製パッケージ仕様となっており、DVDまたはBlu-rayの他に、本作のライブ音源を収録した2枚組CD、5枚のアナザージャケットポストカードが付属されている。
このプレミアムセットはC&Aオフィシャル通販にて2014年11月10日～24日までの期間限定で予約受付が行われた。その後一般販売は行なわれず、現在は非常に入手困難となっている。

## 収録曲
1. MOFU V
作曲：村上啓介
2. 暁の三匹
作詞・作曲：Chage
3. WORKING
作詞：陣内大蔵　作曲：村上啓介
4. DEEP
作詞：澤地隆　作曲：浅井ひろみ
5. MULTI MAXのテーマ
作詞：Chage・澤地隆　作曲：Chage
6. Mr.Liverpool
作詞：Chage　作曲：村上啓介
7. 勇気の言葉
作詞：青木せい子　作曲：Chage
8. Style
作詞：Chage　作曲：村上啓介
9. 春の雪
作詞：Chage　作曲：西川進
10. SOME DAY
作詞：澤地隆　作曲：Chage
11. My Treasure
作詞・作曲：Chage
12. TOKYO MOON
作詞・作曲：Chage
13. LADY BLUE
作詞・作曲：TOM
14. MOFU III
作曲：村上啓介
15. 組曲 WANDERING
作詞：Chage　作曲：Chage・村上啓介
16. 官能のEsplendida!
作詞：Chage　作曲：Chage・村上啓介
17. 愛がお前をすくい投げ
作詞：Chage　作曲：Chage・村上啓介
18. All You Need Your Is Live
作詞：Chage・久松史奈　作曲：Chage・西川進
19. &C
作詞：松井五郎　作曲：Chage
20. 永遠の謎
作詞：青木せい子　作曲：Chage
21. equal
作詞：松井五郎　作曲：Chage
22. アイシテル
作詞：Chage・エガワヒロシ　作曲：Chage
23. WINDY ROAD
作詞：澤地隆　作曲：Chage

## ChageLiveTour2014 〜equal〜 (アルバム)
『ChageLiveTour2014 〜equal〜』（チャゲ・ライブ・ツアー 2014 イコール）は、Chageの配信限定ライブ・アルバム。

### 解説
本作はコンサートツアー『ChageLiveTour2014 〜equal〜』から2014年10月8日の東京 EX THEATER ROPPONGI公演の模様を収録したもの。
本作のリリースに先駆けて、このコンサートツアーにて披露された新曲「equal」のライブ音源が同年11月5日に配信限定シングルとしてリリースされている。

#### 収録曲
| #         | タイトル                      | 作詞                | 作曲            | 時間   |
| --------- | ----------------------------- | ------------------- | --------------- | ------ |
| 1.        | 「MOFU V」                    |                     | 村上啓介        | 1:12   |
| 2.        | 「暁の三匹」                  | Chage               | Chage           | 6:20   |
| 3.        | 「WORKING」                   | 陣内大蔵            | 村上啓介        | 5:35   |
| 4.        | 「DEEP」                      | 澤地隆              | 浅井ひろみ      | 6:17   |
| 5.        | 「MULTI MAXのテーマ」         | Chage、澤地隆       | Chage           | 5:08   |
| 6.        | 「Mr.Liverpool」              | Chage               | 村上啓介        | 5:27   |
| 7.        | 「勇気の言葉」                | 青木せい子          | Chage           | 5:25   |
| 8.        | 「Style」                     | Chage               | 村上啓介        | 4:59   |
| 9.        | 「春の雪」                    | Chage               | 西川進          | 5:24   |
| 10.       | 「SOME DAY」                  | 澤地隆              | Chage           | 5:28   |
| 11.       | 「Mr Treasure」               | Chage               | Chage           | 4:15   |
| 12.       | 「TOKYO MOON」                | Chage               | Chage           | 6:04   |
| 13.       | 「LADY BLUE」                 | TOM                 | TOM             | 4:55   |
| 14.       | 「MOFU III」                  |                     | 村上啓介        | 1:04   |
| 15.       | 「組曲 WANDERING」            | Chage               | Chage、村上啓介 | 8:42   |
| 16.       | 「官能のEsplendida!」         | Chage               | Chage、村上啓介 | 6:02   |
| 17.       | 「愛がお前をすくい投げ」      | 澤地隆              | Chage、村上啓介 | 8:52   |
| 18.       | 「All You Need Your Is Live」 | Chage、久松史奈     | Chage、西川進   | 5:04   |
| 19.       | 「&C」                        | 松井五郎            | Chage           | 7:33   |
| 20.       | 「永遠の謎」                  | 青木せい子          | Chage           | 5:22   |
| 21.       | 「equal」                     | 松井五郎            | Chage           | 5:30   |
| 22.       | 「アイシテル」                | Chage、エガワヒロシ | Chage           | 4:37   |
| 23.       | 「WINDY ROAD」                | 澤地隆              | Chage           | 8:02   |
| 合計時間: | 合計時間:                     | 合計時間:           | 合計時間:       | 127:17 |